# René Grelin

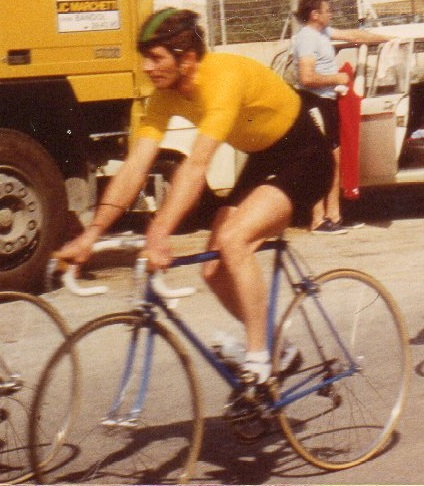
René Grelin

René Grelin (* 21. September 1942 in Gigny-sur-Saône) ist ein ehemaliger französischer Radrennfahrer.
Grelin war in den Jahren 1968 bis 1975 Profi, mehrere Jahre gemeinsam im selbenRadsportteam wie Raymond Poulidor (Mercier). Sein größter Erfolg war wohl der Sieg 1970 bei der Nice-Seillans, der heutigen Tour du Haut-Var. An der Tour de France nahm er viermal teil, kam aber nur zweimal ins Ziel. Seine beste Platzierung bei der Frankreich-Rundfahrt war Platz 26 im Jahre 1973.
Im Alter von 33 Jahren beendete Grelin seine Radsportkarriere und eröffnete ein Fahrradgeschäft, zunächst in Chalon-sur-Saône und später in Sanary-sur-Mer an der Côte d’Azur. 1983 wurde er Straßen-Weltmeister in der Mastersklasse seines Alters.
Im selben Jahr ging René Grelin in die Elfenbeinküste, um als Trainer der dortigen Nationalmannschaft zu arbeiten, anschließend war er in Burkina Faso tätig. Sein dortiges Engagement wurde von dem libanesischen Unternehmer Michel Fadoul finanziert. Nach seiner Rückkehr in die Elfenbeinküste wurde er beim Straßentraining in Abidjan von einem Auto angefahren und schwer verletzt.
Heute (Stand 2016) lebt Grelin weiterhin in Abidjan und produziert und verkauft Seifen, deren Gebrauch vor der Malariamücke schützt.

## Erfolge
1965
- eine Etappe Circuit de Saône-et-Loire

1967
- eine Etappe Circuit des Mines

1970
- Nice–Seillans